# Битва при Настасьино
Битва при Настасьино (также битва на Спасских лугах) — сражение Ливонской войны, произошедшее в октябре 1580 года. 9-тысячное польско-литовское войско во главе с оршанским старостой Филоном Кмитой-Чернобыльским после разорения Великих Лук королём Стефаном Баторием выступило из Орши к Смоленску с целью сжечь его посады и пойти с богатой добычей на соединение с Баторием. В семи верстах от Смоленска, у деревни Настасьино, Кмиту атаковали русские полки под руководством Ивана Бутурлина. Под их натиском польско-литовское войско отступило к обозу и впоследствии под покровом ночи, бросив обоз, принялось отступать в сторону литовских земель. Бутурлин начал преследование отступавших и нагнал их в 40 верстах от Смоленска на Спасских лугах. Здесь русские нанесли польско-литовскому войску серьёзное поражение. По словам летописца, сам Филон Кмита «еле пеш в лес утек».
В результате битвы было предотвращено польско-литовское нападение на Смоленск и созданы предпосылки для последующего похода русских войск в Литву во главе с воеводой Дмитрием Хворостининым, в котором принимал участие и Иван Бутурлин.